# Maison forte du Ruissas
La maison forte du Ruissas est une maison située à Colombier-le-Vieux, en France.

## Localisation
La maison est située sur la commune de Colombier-le-Vieux, dans le département français de l'Ardèche.

## Historique
L'édifice est inscrit au titre des monuments historiques en 1996.